# رهبری خدمتگزار
رهبری خدمتگزار یک فلسفه رهبری می باشد.

### تاریخچه
رهبری خدمتگزار یک فلسفه باستانی است. متونی در رابطه با رهبری خدمتگزار در دائو ده جینگ موجود است که به لائوتسه نسبت داده شده‌است.
بالاترین و برترین نوع حاکم کسی است که مردم نسبت به حضورش به ندرت آگاهی دارند.
دیگری کسی است که او را دوست می‌دارند و ستایش می‌کنند.
دیگری کسی است که مردم از او هراس دارند.
دیگری کسی است که نسبت به او تنفر دارند و از وی فراری هستند.
زمانی که شما فقدان ایمان داشته باشید دیگر کسی به شما ایمان نخواهد داشت.
حکیم فردی است خود مختار و کم گوی.
زمانی که وظایفش به پایان رسیده باشد و تمام چیزها کامل شده باشد مردم چنین می‌گویند: 'ما خودمان موفق شدیم'.

1. 